# Státní okresní archiv Nymburk
Státní okresní archiv Nymburk se sídlem v Lysé nad Labem je jedním z oddělení Státního oblastního archivu v Praze a sídlí v Lysé nad Labem, Zámecká ulice 6/13 p. s. 11. Vedoucím archivu je PhDr. Michal Řezníček.

## Fondy

### Městské fondy
- fond Archiv města Nymburk, kde nejstarším dochovaným dokumentem je listina Karla IV. z roku 1372, kterou císař uděluje měšťanům právo svobodného řízení statků movitých i nemovitých ve městě i mimo ně. Ve fondu Archiv města Nymburk se dochovala smolná kniha z let 1559-1666. Součástí městského archivního fondu  jsou také písemnosti tzv. kriminálního soudu.
- fond Archiv města Poděbrady, kde je uchováván mimo jiné podrobný popis událostí květnových dnů roku 1945.
- fond Okresního soud Nymburk z let 1968-1991, kdy ve vojenském prostoru Milovice působila Střední skupina vojsk Sovětské armády.
- a další

### Fondy spolků a organizací
- Ukrajinská hospodářská akademie v Poděbradech, jedna ze čtyř vysokých škol zřízených československou vládou pro ukrajinské emigranty
- Československé státní lázně Poděbrady
- Středočeský symfonický orchestr Poděbrady (1961-1998)
- a další

### Církevní a další instituce
- fond Bosí augustiniáni Lysá nad Labem

- fondy polabských cukrovarů, například archivní fond Cukrovar v Litoli, kde architekt Emil Králíček navrhl vilu majitele cukrovaru Michaela Beniese.
- fondy Archiv obce Mladá a Archiv obce Milovice informují o okolnostech vzniku vojenského cvičiště Milovice a Mladá v roce 1905

### Spolkové fondy
- Zpěvácký a hudební spolek Hlahol Poděbrady - v tomto fondu nalezneme exlibris od Josefa Váchala
- Spolek divadelních ochotníků Dymokury
- fond Pionýrská organizace Socialistického svazu mládeže Nymburk 2 - obsahuje více než 80 kronik pionýrských oddílů z let 1950-1989
- Společnost přátel Lužice - místní odbor Poděbrady
- a další

### Osobní fondy
- Josef Václav Vojáček
- Josef Truhlář
- a další[2]

## Příklady archiválií

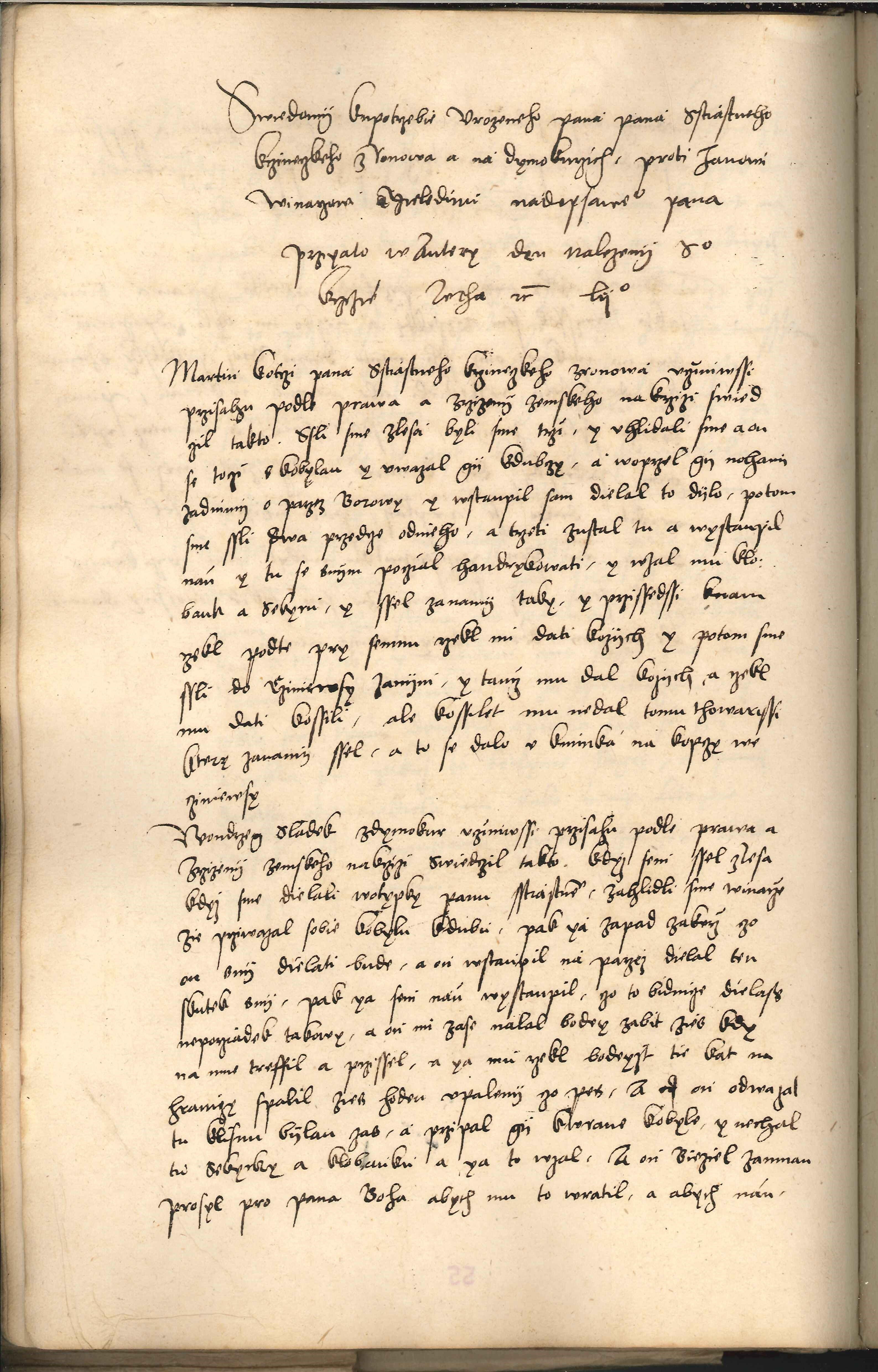
Kniha přijímání svědkuov 1549–1558, archiv města Nymburka
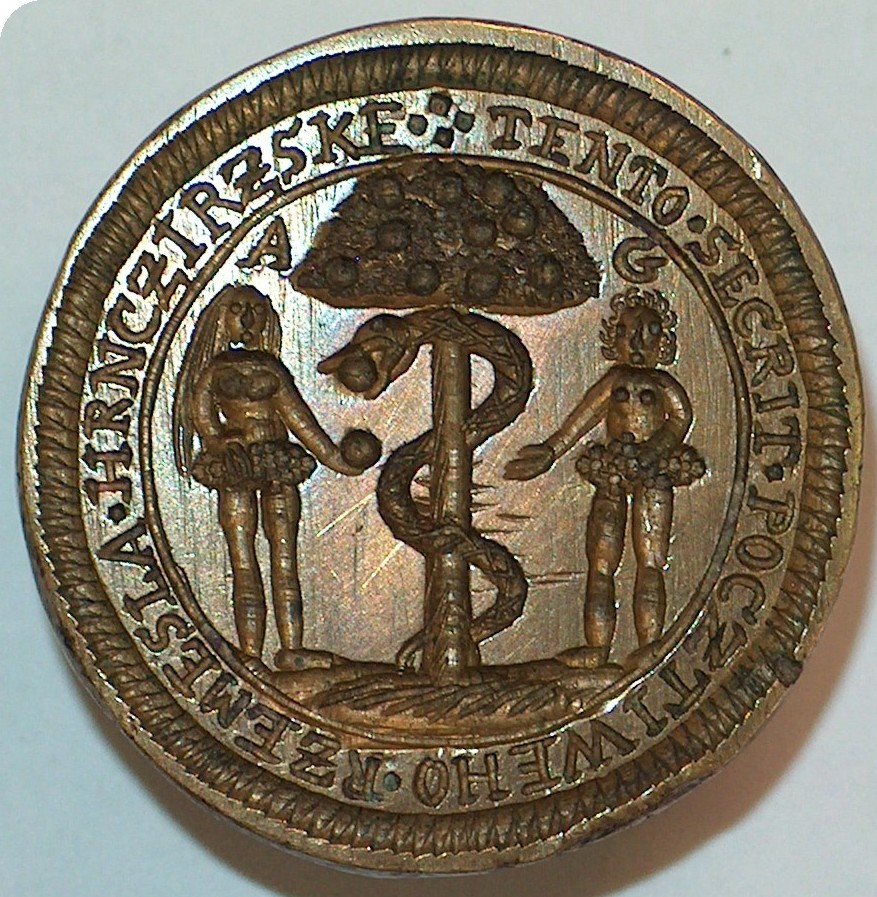
Pečetidlo cechu hrnčířů v Nymburce z 18. století
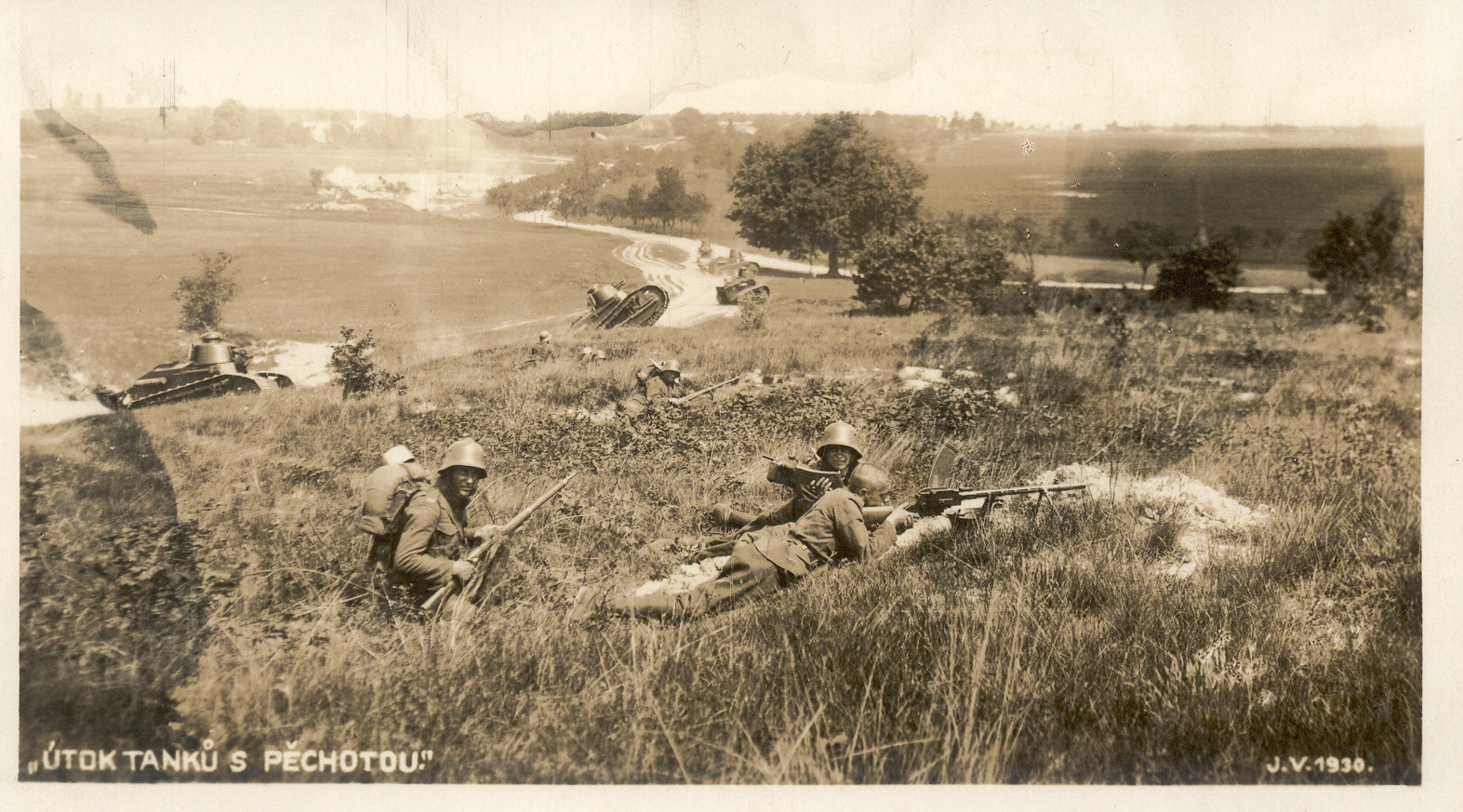
Fotografie “Útok tanků s pěchotou” z vojenského cvičiště Milovice, 1930 (Archiv obce Mladá, inv. č. 20)
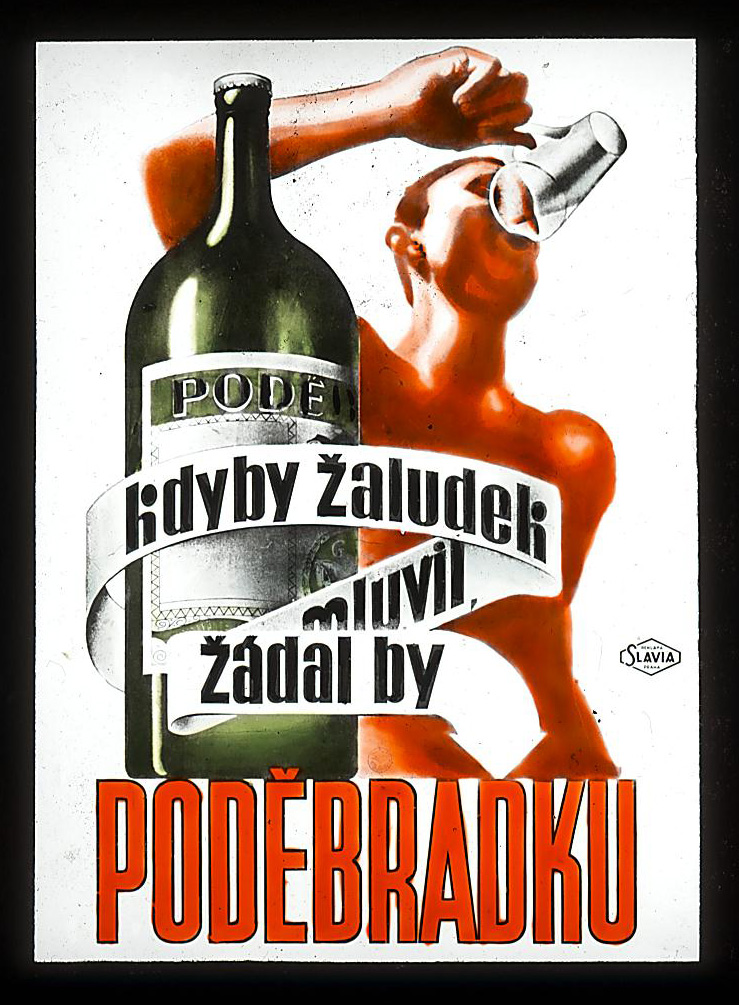
Reklamní plakát na Poděbradku z 30. let 20. století.
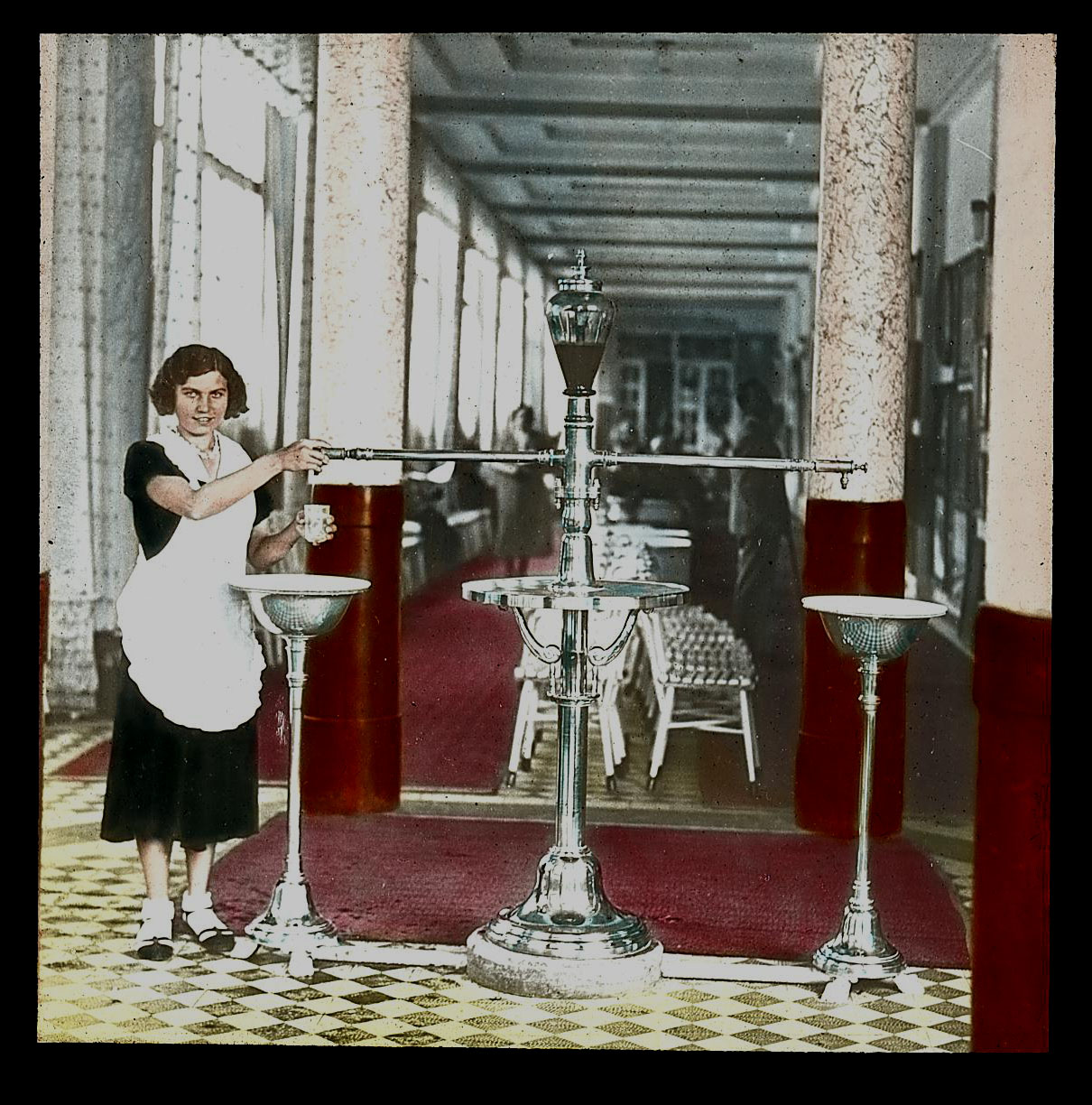
Pramen na poděbradské kolonádě, 30. léta 20. století.
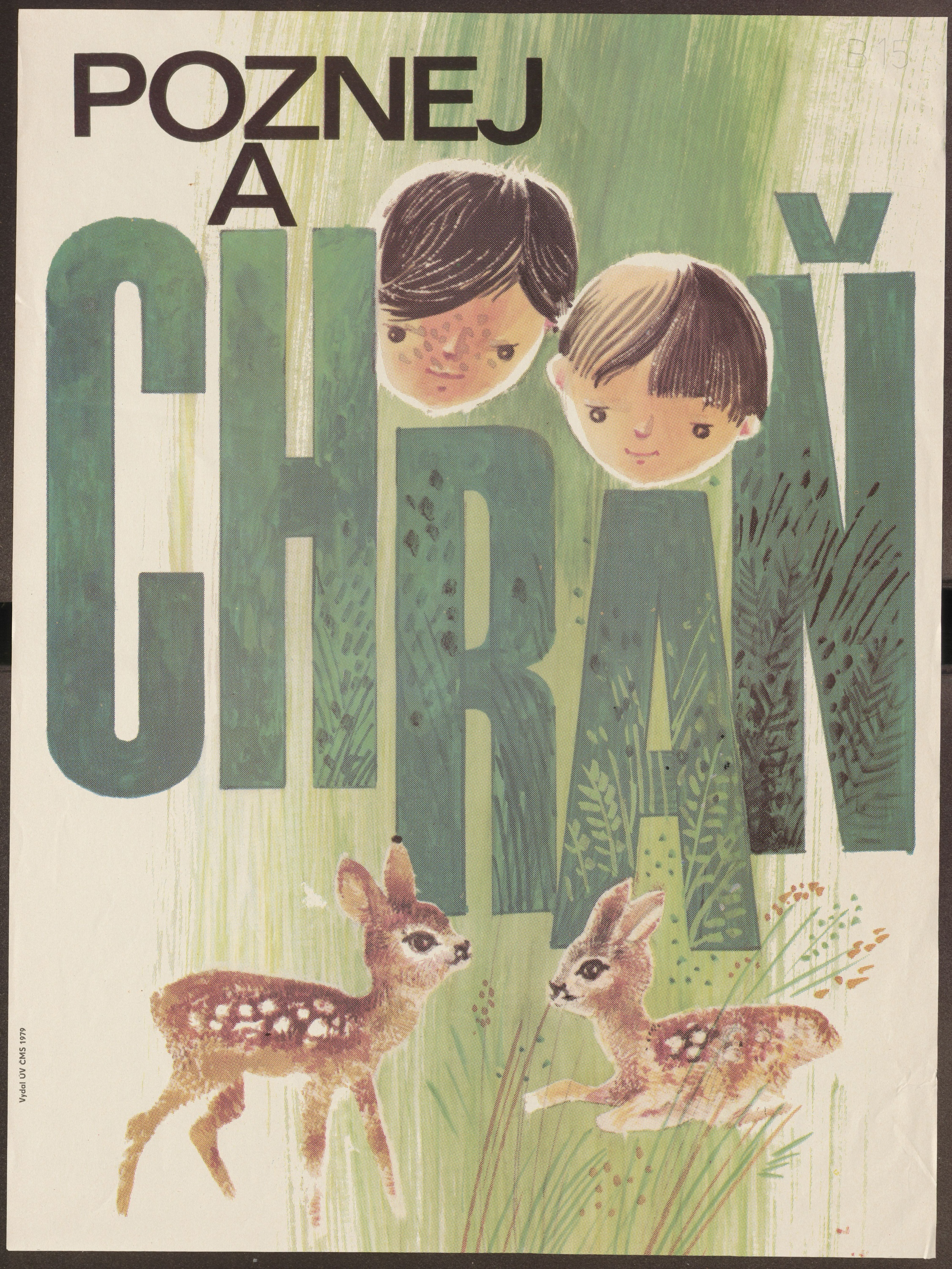
Plakát "Poznej a chraň", 1979.